# Liste des œuvres de Wang Hui
| Oeuvre | Titre                                                                                         | Date | Dimensions           | Notes | Lieu d’exposition                                                             |
| ------ | --------------------------------------------------------------------------------------------- | ---- | -------------------- | --- | ----------------------------------------------------------------------------- |
|        | Arbres en automne et corneille                                                                | 1712 | 118 × 74,7 cm        | Dans cette œuvre tardive, les branches de l'arrière-plan apparaissent entre les arbres du premier plan, créant ainsi une illusion de perspective inhabituelle à l'époque. Les étendues d'eau désertes et le brouillard donnent à l'espace pureté et respiration. Les collines ondoyantes de l'arrière-plan attirent l'œil du spectateur vers le lointain. Le poème inscrit sur la peinture est de Tang Yin, il exprime une mélancolie conforme à l'état d'esprit évoqué par la peinture. | Pékin, musée du Palais                                                        |
|        | Paysage dans le style de Yan Wengui                                                           |      | 18 × 54 cm           | Eventail | Boston, Museum of Fine Arts                                                   |
|        | Délicieux jardin                                                                              |      | 18 x 54 cm           | Eventail | Boston, Museum of Fine Arts                                                   |
|        | Bouquets de bambous et montagnes lointaine                                                    | 1694 |                      | | Cleveland, Museum of Art                                                      |
|        | Ancien temple dans les arbres feuillus entre deux abruptes falaises                           | 1692 |                      | D'après une copie de Juran par Shen Zhou, signé et daté | Cologne, Museum für Ostasiatische Kunst                                       |
|        | Paysage                                                                                       |      |                      | D'après Juran | Cologne, Museum für Ostasiatische Kunst                                       |
|        | En bateau sur le lac au clair de lune                                                         |      |                      | D'après Tang Yin, signé, colophon du peintre. | Kyoto, Yurinkan Museum (en)                                                   |
|        | Pavillon près d'un lac                                                                        | 1702 |                      | | New York, Metropolitan Museum                                                 |
|        | Paysage dans le style de Wang Meng                                                            | 1674 |                      | | Paris, musée Guimet                                                           |
|        | Paysage de rivière dans les couleurs d'automne                                                | 1677 |                      | | Paris, musée Guimet                                                           |
|        | Paysage de rivière hivernale, oiseaux dans les saules défeuillés                              |      |                      | | Paris, musée Guimet                                                           |
|        | Gorge de montagne avec cascade                                                                | 1673 |                      | D'après Wang Meng | Pékin, musée du Palais                                                        |
|        | Demeure de lettré près d'une rivière                                                          | 1694 |                      | | Pékin, Musée du Palais                                                        |
|        | Paysage                                                                                       | 1696 |                      | D'après Fan Guan | Pékin, musée du Palais                                                        |
|        | Paysage de rivière avec îlots et promontoires                                                 | 1697 |                      | D'après Zhao Danian | Pékin, musée du Palais                                                        |
|        | Le Mont Hua                                                                                   | 1703 |                      | D'après Wang Meng | Pékin, musée du Palais                                                        |
|        | Pavillons sur la berge avec un lettré, des arbres nus, dans les bambous et un vol de corbeaux | 1711 |                      | | Pékin, musée du Palais                                                        |
|        | Paysage                                                                                       | 1660 |                      | D'après Huang Gongwang | Princeton, musée d'art de l'université                                        |
|        | En composant dans la retraite rupestre                                                        |      |                      | | Shanghai, musée de Shanghai                                                   |
|        | Dans le bosquet de bambous                                                                    |      |                      | | Shanghai, musée de Shanghai                                                   |
|        | Taishan songfeng tu, vaste scène de montagne avec voyageurs                                   | 1692 |                      | | Shanghai, musée de Shanghai                                                   |
|        | Vieux arbres et bambous                                                                       |      |                      | | Stockholm, Nationalmuseum                                                     |
|        | Pics et vallées à perte de vue                                                                | 1693 |                      | | Taipei, musée national du Palais                                              |
|        | Paysage                                                                                       | 1678 |                      | | Taipei, musée national du Palais                                              |
|        | Paysage                                                                                       |      |                      | | Taipei, musée national du Palais                                              |
|        | Vieux pins                                                                                    |      |                      | Dans le style de Shen Zhou | Taipei, musée national du Palais                                              |
|        | Montagnes dans la brume et la pluie estivales                                                 |      |                      | | Taipei, musée national du Palais                                              |
|        | Vieux arbres près de la rivière à l'automne                                                   |      |                      | | Taipei, musée national du Palais                                              |
|        | Album de douze feuilles d'études de fleurs et de paysages                                     |      |                      | D'après différents maîtres anciens | Taipei, musée national du Palais                                              |
|        | Paysage de montagne                                                                           | 1666 |                      | | Taipei, Musée national du Palais                                              |
|        | Haut sommet                                                                                   | 1678 |                      | D'après Fan Songyi | Taipei, Musée national du Palais                                              |
|        | Studio près d'un arbre Wutong                                                                 | 1673 |                      | D'après Wang Meng | Taipei, Musée national du Palais                                              |
|        | Paysage                                                                                       | 1680 |                      | D'après Juran | Taipei, Musée national du Palais                                              |
|        | En buvant le thé                                                                              | 1696 |                      | D'après Dong Qichang. Signé, poème. | Taipei, Musée national du Palais                                              |
|        | Fleurs de prunier                                                                             | 1697 |                      | | Taipei, Musée national du Palais                                              |
|        | Village près d'une rivière à l'été                                                            | 1673 |                      | D'après Zhao Mengfu | Taipei, Musée national du Palais                                              |
|        | Deux études de paysages en couleurs                                                           | 1706 |                      | Feuilles d'album signées d'après divers maître Song | Taipei, Musée national du Palais                                              |
|        | Voyage dans le Sud de l'empereur Kangxi                                                       |      |                      | Ensemble de douze rouleaux, aujourd'hui fragmentés et répartis dans diverses collections | musée Guimet, Cité interdite, Metropolitan Museum, université de l'Alberta... |
|        | Album dans le style de maîtres anciens                                                        |      | feuille : 33 x 31 cm | Album de 10 feuilles | Indianapolis, musée d'art                                                     |
|        | Paysage de neige dans le style de Li Cheng                                                    | 1669 | 227 × 53 cm          | Rouleau horizontal | New York, Metropolitan Museum of Art                                          |
|        | Les Couleurs du mont Taihang                                                                  | 1669 | 30 × 889 cm          | Rouleau horizontal | New York, Metropolitan Museum of Art                                          |
|        | Paysage de neige dans le style de Li Cheng                                                    | 1696 | 43 × 50 cm           | | Washington, Freer Gallery of Art                                              |